# Cacciaguida
Cacciaguida degli Elisei (Firenze, 1090 o 1091 circa – Palestina, 1148 circa) è stato un militare italiano, trisavolo di Dante Alighieri e insignito della Cavalleria.

## Biografia

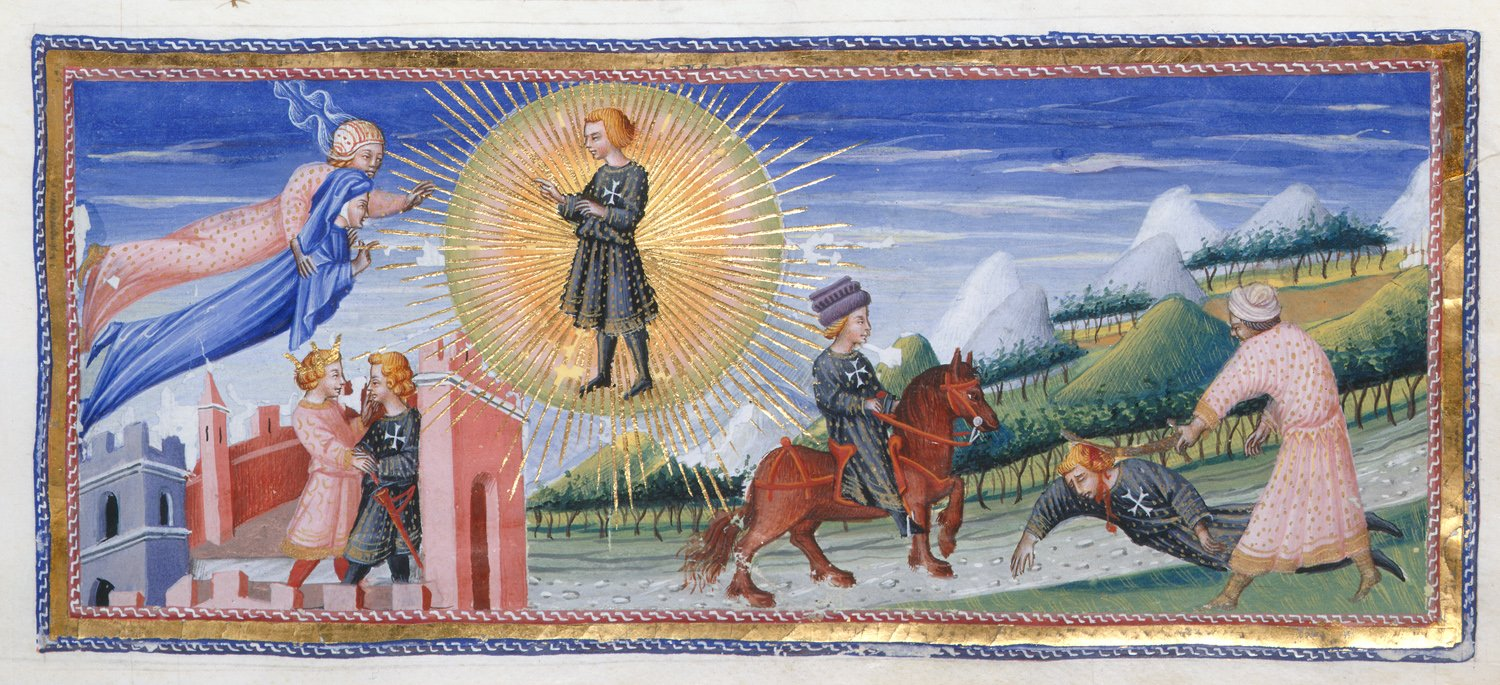
Giovanni di Paolo, Dante e Cacciaguida, miniatura, anni '40 del XV secolo.

Non sappiamo molto su di lui; le uniche fonti dirette che ne attestano l'esistenza sono due documenti del 1189 e del 1201, le altre notizie ci sono state tramandate dal suo discendente Dante Alighieri in forma indiretta nella descrizione del loro incontro nel Paradiso. Cacciaguida fu il capostipite della casata degli Elisei Alighieri, i quali però presero il nome dalla moglie di lui, una donna della «Val di Pado», che Boccaccio e altri commentatori antichi vogliono di Ferrara. Dante menziona che l'antenato ebbe due fratelli, Moronto ed Eliseo. Investito cavaliere da Corrado III di Svevia, Cacciaguida lo seguì nella seconda crociata (1147-1149), durante la quale trovò la morte. Riguardo alla data di nascita e di morte, sono stati versati fiumi d'inchiostro. Dante fornisce al lettore una perifrasi astronomica assai complessa:
Da quel dì che fu detto ’Ave’

al parto in che mia madre, ch’è or santa,

s’allevïò di me ond’ era grave, 

al suo Leon cinquecento cinquanta

e trenta fiate venne questo foco

a rinfiammarsi sotto la sua pianta.
(Paradiso, XVI, vv. 34-39)
La data di nascita oggi unanimemente riconosciuta da parte della critica letteraria è quella del 1091, determinata sulla base di precisi calcoli scientifici da parte di Guido Horn D'Arturo dopo secoli di dibattito. Per quanto riguarda la data di morte, il perno del dibattito si concentrò sulla figura dell'imperatore Corrado: Pietro Alighieri lo confuse con Corrado II il Salico, mentre altri commentatori pensarono ad una confusione di Dante, in quanto Corrado III non scese mai in Italia come imperatore. Contro quest'ipotesi, però, coloro che sono favorevoli a vedere ne «lo 'mperador Currado» Corrado III, affermano che costui scese in Italia nella sua lotta per l'incoronazione contro Lotario II di Supplimburgo, e che nulla vieta l'ipotesi storica di una partecipazione di Cacciaguida alla seconda crociata, dove trovò la morte, forse, durante la ritirata dell'esercito cristiano. Pertanto, la critica è unanime nel ritenere quel vago Corrado lo zio di Federico Barbarossa.

## Cacciaguida nelParadiso

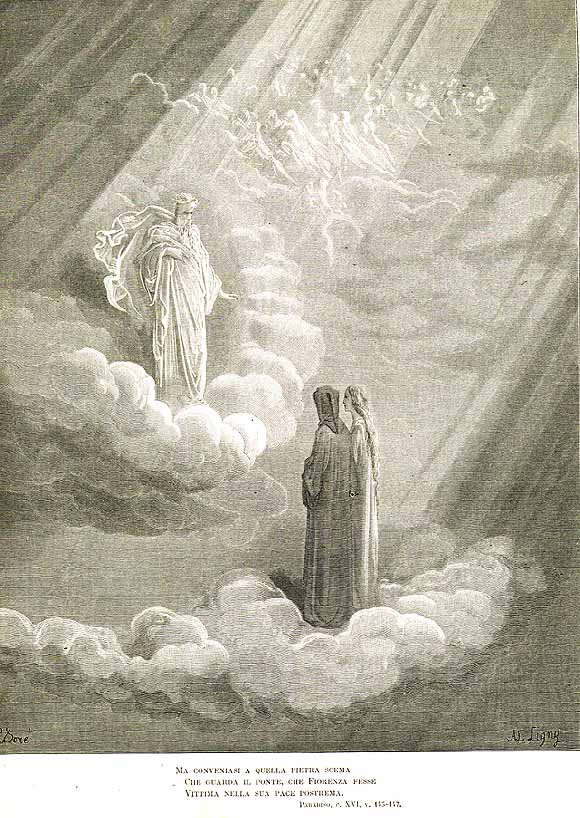
Cacciaguida, illustrazione di Gustave Doré

### Il ruolo di Cacciaguida
Dante incontra l'avo durante il suo viaggio nel Paradiso, attraversando il cielo di Marte, che ospita le anime dei combattenti per la fede. La cronaca dell'incontro occupa ben tre canti (dal XV al XVII) della terza cantica della Divina Commedia. I tre canti sono anche importanti dal punto di vista politico 
perché ci forniscono numerose informazioni sul nobilissimo e potente casato degli Elisei Alighieri e sulla Firenze del XII secolo, ma lo sono ancor di più per la funzione morale che Cacciaguida riveste. Infatti, il crociato si fa portavoce dello sdegno provato da Dante nei confronti della corruzione in cui è caduta Firenze, rievocando la purezza dei costumi antichi. Ancor di più, però, Cacciaguida è colui che svela a Dante le altre profezie post-eventum rivelategli nel corso del viaggio ultraterreno, chiarendogli il futuro esilio e infine spingendo il trisnipote a rivelare ciò che ha visto nei tre regni, sfidando così gli odi di coloro i quali sono congiunti dei dannati visti da Dante. Insomma, nell'episodio di Cacciaguida:
(Raffaello Morghen, Dante profeta: tra la storia e l'eterno, p. 40)

### Il Canto XV
Nel canto XV, Cacciaguida racconta a Dante come era la Firenze dei suoi tempi, ancora compresa nella quarta cinta di mura, risalente all'epoca di Carlo Magno e rinforzata nei secoli successivi. La piccola Firenze di quei tempi viene descritta come una cittadina "sobria e pudica", così diversa da quella dell'epoca di Dante. Allora, racconta Cacciaguida, le donne non andavano a spasso con vestiti costosi e gioielli; la nascita di una figlia non era vista con paura per la futura ricca dote; le case erano modeste e l'aspetto esteriore di Firenze non era ancora fastoso; non erano diffusi comportamenti sessuali censurabili; i nobili vestivano sobriamente e non si vergognavano di esercitare professioni umili; infine, le famiglie non affrontavano odissee migratorie solo per esercitare il commercio.

### Il Canto XVI
Nel canto XVI, Cacciaguida risponde ad alcune domande che Dante gli pone sulla Firenze passata: dalle risposte il lettore viene a sapere che allora la città aveva un quinto degli abitanti rispetto all'inizio del XIV secolo, che non aveva ancora visto l'immigrazione di famiglie del contado, spesso portatrici di delinquenza, e che il confine della città era allora al Galluzzo e a Trespiano. Cacciaguida dice che l'immigrazione di gente nuova, favorita dalla Chiesa, è causa delle discordie attuali, che porteranno alla rovina della città e conclude elencando alcune celebri famiglie fiorentine potenti allora ma decadute al tempo del nipote. La critica dantesca verso il degrado materialista in cui è caduta la Firenze degli inizi del XIV secolo è un'accusa, implicita, nei confronti di quelle famiglie di mercanti e parvenu che imbrattarono i valori su cui si fondava l'antica nobiltà, ribadendo implicitamente anche che la nobiltà non è soltanto nel blasone, ma anche nel codice etico e di condotta morale. Il canto termina col racconto del celebre scontro tra Amidei e Buondelmonti del 1215, che diede origine alle lotte tra guelfi e ghibellini.

### Il Canto XVII
Nel canto XVII, Cacciaguida predice a Dante gli eventi della sua vita futura, ossia l'esilio da Firenze e la sua vita raminga e solitaria. Inoltre rivela la missione di Dante una volta tornato nel mondo: per bocca di Cacciaguida infatti Dio investe Dante del compito di rivelare la sua volontà all'umanità per salvarla, e lo istituisce nella missione di poeta-profeta.